# 4329 Miro
4329 Miro este o planetă minoră (asteroid), cu un diametru de , din centura de asteroizi. A fost descoperită pe 22 septembrie 1982 la Socorro de Laurence G. Taff⁠(d) și a fost numită după Joan Miró. 
Obiectul prezintă o orbită caracterizată de o semiaxă mare de 2,2575655 UAi, o excentricitate de 0,1034048, o înclinație de 5,86324 ° în raport cu ecliptica.